# 준지도 학습
준 지도 학습(영어: Semi-Supervised Learning)이란 기계 학습(Machine Learning)의 한 범주로 목표값이 표시된 데이터와 표시되지 않은 데이터를 모두 훈련에 사용하는 것을 말한다. 대개의 경우 이러한 방법에 사용되는 훈련 데이터는 목표값이 표시된 데이터가 적고 표시되지 않은 데이터를 많이 갖고 있다. 이러한 준 지도 학습은 목표값이 충분히 표시된 훈련 데이터를 사용하는 지도 학습과 목표값이 표시되지 않은 훈련 데이터를 사용하는 자율 학습 사이에 위치한다. 많은 기계 학습 연구자들이 목표값이 없는 데이터에 적은 양의 목표값을 포함한 데이터를 사용할 경우 학습 정확도에 있어서 상당히 좋아짐을 확인하였다. 이러한 훈련 방법이 사용되는 이유는 목표값을 포함한 데이터를 얻기 위해서는 훈련된 사람의 손을 거쳐야 하기 때문이고 그 비용이 감당할 수 없을만큼 클 수 있기 때문이다. 따라서 그러한 경우 준 지도 학습을 사용하여 결과를 향상 시킬 수 있다.
이러한 준 지도 학습의 예로는 상호 훈련을 들 수 있다. 이것은 두개 이상의 학습기 각각이 예제를 통해 훈련되는 방법이며 학습기가 사용하는 예제의 특성은 각각 다르며 독립적이다.
그 이외의 접근으로는 특징점과 목표값의 결합 분포를 모델링 하는 것이다. 목표값이 없는 데이터에 대해서는 목표값을 '잃어버린 데이터' 로 처리한다. 이러한 방법에서는 EM 알고리즘을 모델의 우도를 최대화 하기 위해 사용한다.

## 같이 보기
- 지도 학습
- 자율 학습 (기계 학습)
- 분류
- 회귀 분석
- 기계 학습
- 인공지능
- 컴퓨터 시각
- 데이터 마이닝
- 패턴 인식